# Co Csiu-ming
Co Csiu-ming (kínai: 左丘明; pinjin (pinyin) hangsúlyjelekkel: Zuǒ Qiūmíng) valamikor az i. e. 5. században, a Tavasz és ősz korszakban élhetett, Konfuciusz kortársa és Lu 鲁 állam udvari írnoka volt. Életéről rendkívül kevés adat áll a rendelkezésre, azonban a történeti hagyomány két rendkívül fontos korai történeti mű szerzőségét is neki tulajdonítja. Az egyik a Konfuciusznak tulajdonított Tavasz és ősz krónika (Csun csiu (Chun qiu) 《春秋》) három fennmaradt kommentárja közül az egyik, amely az állítólagos szerző neve után a Co csuan (Zuo zhuan) címen ismert, a másik pedig A fejedelemségek történetei, amely a Nyugati Csou (Zhou)-dinasztia idején létezett államok uralkodóinak és minisztereinek a mondásait tartalmazza.

## Élete és munkássága
Co Csiu-ming (Zuo Qiuming) életéről rendkívül kevés adat áll a rendelkezésre. Valamikor az i. e. 5. században élhetett, Konfuciusz kortársa és Lu 鲁 állam udvari írnoka volt. Személyére vonatkozó egyetlen rövidke forrás a Konfuciusz tanítását összegző Beszélgetések és mondások című műben olvasható, amelyből az derül ki, hogy Konfuciusz igen nagyra becsülte:

„子曰：「巧言、令色、足恭，左丘明恥之，丘亦恥之。匿怨而友其人，左丘明恥之，丘亦恥之。」

A mester mondotta: »A ravasz beszédet, a tettetett külsőt és a túlzott tiszteletet Co Csiu-ming (Zuo Qiuming) szégyenletesnek tartotta, s szégyenletesnek tartom én is. Gyűlölni valakit s mégis a barátjának mutatkozni: Co Csiu-ming (Zuo Qiuming) ezt szégyenletesnek tartotta, s szégyenletesnek tartom én is.«”

A történeti hagyomány neki tulajdonítja a Co csuan (Zuo zhuan) valamint A fejedelemségek történetei című művek szerzőségét.

## Lásd még
- Kuo jü
- Co csuan